# 220
| [ Edytuj tabelę ] |                                               |
| Cesarz Chin       | - 189 Han Xiandi 220                          |
| Władca Korei      | - 197 Sansang 227                             |
| Papież            | - 217 Hipolit Rzymski 235 - 217 Kalikst I 222 |
| Król Partów       | - 208 Wologazes VI 228 - 216 Artabanus IV 224 |
| Cesarz Rzymu      | - 218 Heliogabal 222                          |

Rok 220 / CCXX
stulecia: II wiek ~
III wiek ~
IV wiek

lata: 210 «
215 «
216 «
217 «
218 «
219 «
220
» 221
» 222
» 223
» 224
» 225
» 230

## Wydarzenia
Azja
- 15 marca – Cao Pi został królem Wei po śmierci Cao Cao.
- 11 grudnia – Han Xiandi abdykował. Koniec chińskiej dynastii Han.
- Cao Pi przybrał tytuł cesarza Wei.
- Rozpoczęła się Epoka Trzech Królestw, Chiny rozpadły się na trzy niezależne państwa: Wei, Shu Han i Wu.

Europa
- Westalka Julia Aquilia Severa została drugą żoną Heliogabala.

## Urodzili się
- Poncjusz z Cimiez, biskup (zm. ~258).

## Zmarli
- 15 marca – Cao Cao, chiński generał i polityk (ur. 155).
- Filiskos, sofista (ur. ~152).